# Haironville
Haironville é uma comuna francesa na região administrativa de Grande Leste, no departamento de Meuse. Estende-se por uma área de 9,79 km². Em 2010 a comuna tinha 600 habitantes (densidade: 61,3 hab./km²).